# Jacques-Antoine Boudin
Jacques-Antoine Boudin est un homme politique français né le 19 avril 1756 à Verberie (Oise) et décédé le 23 août 1797 à Oulches (Indre).

## Biographie
En septembre 1792, Jacques-Antoine Boudin, alors président de l'administration du district de Châteauroux, est élu député du département de l'Indre, le quatrième sur six, à la Convention nationale.
Boudin siège sur les bancs de la Plaine. Lors du procès de Louis XVI, il vote la détention durant la guerre et le bannissement à la paix. Il est absent lors du scrutin sur la mise en accusation de Jean-Paul Marat. Il vote en faveur du rétablissement de la Commission des Douze.
En frimaire an III (décembre 1794), Boudin, aux côtés de Stanislas Rovère et de Gilles Porcher, est élu secrétaire de la Convention sous la présidence de Jean-Baptiste Clauzel. Il siège au Comité de Sûreté générale entre frimaire et germinal an III (entre décembre 1794 et avril 1795), puis entre prairial an III et vendémiaire an IV (entre juin et octobre 1795).
Il passe au Conseil des Cinq-Cents le 21 vendémiaire an IV et y siège jusqu'en 1797.